# White Trash, Two Heebs and a Bean
White Trash, Two Heebs and a Bean ist das vierte Studioalbum der Band NOFX. Es wurde am 5. November 1992 bei Epitaph Records veröffentlicht.

## Geschichte
Im August 1992 bei Westbeach Recorders in Hollywood, Kalifornien, aufgenommen, war White Trash, Two Heebs and a Bean das erste NOFX-Studioalbum, das nicht von Brett Gurewitz von Bad Religion produziert wurde. Der Titel, ursprünglich als White Trash, Two Kikes, and a Spic geplant, wurde auf White Trash, Two Heebs and a Bean geändert. Beide Versionen spielen politisch inkorrekt und selbstironisch auf die ethnischen und religiösen Hintergründe der Bandmitglieder an (Heebs = Kurzform für Hebräer, also Juden, Bean = spielt auf die hispanischen bzw. mexikanischen Wurzeln von El Hefe an). Schlagzeuger Erik Sandin, der seinen Bandkollegen Aaron "El Hefe" Abeyta oft mit den Spitznamen Bohnenfresser oder Bohne rief, hatte vor den Aufnahmen Drogenprobleme gehabt, ihm ging es demzufolge beim Einspielen des Albums nicht gut. Einige Titel, darunter Please Play This Song on the Radio werden im Film Highway Heat (1994) verwendet. Der Begriff White Trash ist ein amerikanischer Slang-Ausdruck in Bezug auf die weiße Unterschicht. Der Liedtext des Songs Bob geht partiell auf einen obdachlosen Freund der Band namens Bob Lush zurück, ein Koreaner mit Dreadlocks, dessen Freundin als Prostituierte arbeitete, damit sich das Pärchen dadurch Drogen kaufen konnte. Außerdem war Bob Lush, der an einer Überdosis starb, ein Mitglied der Straßengang Dog Patch Winos, der auch Drummer Erik Sandin angehörte. Im offiziellen Videoclip zu dem Song Stickin' in My Eye kann man die uniforme blaue Jeans-Jacke mit der US-Flagge auf dem Rücken sehen, die alle Mitglieder der Dog Patch Winos trugen. Von Erik Sandins ständiger Jagd nach Groupies auf Tourneen handelt der zweideutige Song Johnny Appleseed. Die komplizierte Trompeten-Melodie gegen Ende des Stücks Straight Edge spielt El Hefe nicht auf seiner richtigen Trompete wie bei den anderen Songs, in diesem Fall imitiert er die Trompete mit seiner Stimme.
Direkt nach Abschluss der Tonstudioaufnahmen begab sich Schlagzeuger Erik Sandin im Herbst 1992 für zwei Monate in eine Entzugsklinik namens The Ranch in Desert Hot Springs, um vom Heroin loszukommen. Seitdem gilt Sandin als clean.

## Kritik
Auf der Seite Allmusic erhielt das Album 4 von 5 Sternen. Der Kritiker schrieb, die Band "rips through much more than standard-issue thrash". ("...rast durch viel mehr als das Geprügel einer durchschnittlichen Veröffentlichung".)

## Titelliste
Alle Titel bis auf einen wurden von Fat Mike geschrieben. Der Titel Straight Edge stammt Minor Threat. 
1. "Soul Doubt" – 2:46
2. "Stickin' in My Eye" – 2:24
3. "Bob" – 2:02
4. "You're Bleeding" – 2:12
5. "Straight Edge" – 2:11
6. "Liza and Louise" – 2:22
7. "The Bag" – 2:45
8. "Please Play This Song on the Radio" – 2:16
9. "Warm" – 3:30
10. "I Wanna Be Your Baby" – 2:56
11. "Johnny Appleseed" – 2:37
12. "She's Gone" – 2:56
13. "Buggley Eyes" – 1:21